# Российская православная кафолическая церковь
Русская православная кафолическая церковь — малочисленная неканоническая православная юрисдикция в России, не состоящая в евхаристическом общении с каноническими Православными церквями.

## Предыстория
Созданная в 1986 году диссидентами в Москве религиозная группа “Братство диалога” 11.08.1987 г. обратилась в Мосгорисполком с просьбой о регистрации. Председателем группы стал Сергей Ламекин, ответственным секретарем – Михаил Потемкин, оба - бывшие послушники Виленского Троицкого монастыря, под руководством архимандрита Авраамия (Макаревича), умершего в 1982 году, далее прислуживали в церкви Антиохийского подворья в Москве. 22.9.1987 группе было отказано в регистрации.
В феврале 1991 г. в Москве была создана «Свободная кафолическая православная церковь» во главе с самозваным катакомбным священником Алексеем Фроловым-Власовым. Своим «правящим архиереем» он называл катакомбного «епископа Тульского и Яснополянского» Викентия Чекалина. Община просуществовала до 1994 г.
Почти одновременно, в 1991 году стала активно действовать религиозная группа под руководством Сергея Ламекина, жителя Нагорного района Москвы, принявшего монашество с именем Никон. Ламекин 25 марта 1993 года зарегистрировал по своему домашнему адресу в Москве приход под названием "Московская Община Истинно-Православной Церкви". Эта община снята с регистрации в 2008 году. Ламекин занимался активной правозащитной, миротворческой, вероучительной и религиозно–просветительской деятельностью. С 1988 года был автором и ведущим религиозной рубрики «Возрождение» в журнале «Поединок», активный деятель движения за ликвидацию религиозной безграмотности. Тогда же стал членом правозащитной группы «За освобождение узников совести». За участие в многочисленных правозащитных митингах и демонстрациях неоднократно задерживался и подвергался административным взысканиям и арестам..
В августе 1997 г. в Замоскворечье получила регистрацию «Греко-кафолическая православная община св. апостолов Петра и Павла», в 2008 г. она была закрыта.

## История
В 1992-1993 гг. группа незарегистрированных истинно православных общин, находившихся ранее под управлением епископа Никона (Сергея Ламекина), получила регистрацию в качестве религиозных обществ в составе «Православной кафолической церкви». В 1992 г. был зарегистрирован «Православный приход во имя Рождества Пресвятой Богородицы Православной кафолической церкви» в Москве, настоятелем которого стал Эдуард Саркисов, житель московского района Северное Медведково, 1937 года рождения, известный с конца 1990-х г. как епископ Сергий, хиротонисанный при участии митрополита Михаила (Анашкина), главы Российской Православной Кафолической Церкви.
Лидеры церкви утверждают, что принадлежат к «даниловской» ветви Катакомбной Церкви (течение «даниловской оппозиции» в РПЦ 1920-х годов, трансформировавшееся позже в раскольническое течение ИПХ-даниловцев. По их словам, в 1993 г. во Франции был рукоположен проживающими там епископами из течения «даниловцев»  во епископа Алексий (Лобазов), и в том же году в Абхазии Лобазовым и еп. Ионой (Аракеловым) во епископа был рукоположен нынешний глава Церкви митрополит Михаил (Анашкин), ставший основателем Московской архиепископии в составе новообразованной Российской Православной Кафолической Церкви» (Мануил (Платов). Неофициальное православие // НГ-религии. 2000. № 14).
Говоря об истории данной конфессии, религиовед и церковный деятель одного из течений истинно-православного движения С. Ф. Моисеенко указывает:
«Насколько нам известно, происхождение иерархии этой Церкви имеет несколько источников. Первый - это преемственность от православных архиереев «национальных» (белорусской и украинской) Церквей, рукоположенных в 40-е годы XX века на территориях СССР, оккупированных германскими войсками и не контролировавшихся возрождённой в это же время Московской патриархией. Большинство архиереев военной поры с этих территорий покинули их вместе с отступающими германскими войсками, а некоторые из них впоследствии вошли в состав епископата РПЦЗ. Украинские же епископы, оказавшись в эмиграции, создали свои собственные иерархические структуры на национальной почве, но некоторые поселились в Западной Европе в качестве частных лиц. Для части епископов-беженцев из СССР была совершенно неприемлема фигура митрополита Берлинского Серафима (Ляде), который, собственно, и руководил приёмом в РПЦЗ епископата, эмигрировавшего из Украины и Беларуси, будучи сам рукоположен обновленцами и принятым в епископат РПЦЗ без какого-либо перерукоположения. По версии, которая нам известна, некоторые из епископов, проживавших на Западе в качестве частных лиц, в период распада СССР посчитали возможным поучаствовать в хиротониях епископов Православной Кафолической Церкви, восстановив тем самым для этой Церкви непрерывную линию апостольского преемственности. Так был рукоположен и нынешний первоиерарх РПКЦ митрополит Михаил (Анашкин). Вторая линия апостольской преемственности ныне действующего епископата РПКЦ - «украинская», ведущая к епископату возрождённой в 1990 году УАПЦ"..
В 1993 г. епископ Алексий (Лобазов) зарегистрировал «Приход Святителя Филиппа» при Московском Доме писателей, претендуя на бывший домовый храм св. Филиппа.
В феврале 1994 г. управлением юстиции по г. Москва был зарегистрирован «Центр Православной Кафолической Церкви», главой которого стал митрополит Михаил Эдуардович Анашкин, настоятель зарегистрированных в ноябре 1993 г. православно-кафолических общин в Москве: Софийской и во имя Двенадцати апостолов. Также в 1994 г. был образован Синод Православной Кафолической Церкви, который возглавил епископ Алексий (Лобазов) .
В октябре 2000 г. религиозное сообщество митрополита Михаила (Анашкина) зарегистрировало в Москве новую юридическую структуру под названием: «Централизованная Религиозная организация Московская Архиепископия Православной Кафолической Церкви». В 2022 году юридическим руководителем ЦРО был зарегистрирован протоиерей Алексий Курахтин, возглавивший Калужскую епархию данной конфессии (в качестве исполняющего обязанности епископа), и создавший ряд новых общин в Москве. Так, силами прот. Алексия Курахтина в 2002-2003 годах удалось зарегистрировать 8 организаций РПКЦ:
1. Местная Религиозная организация Православный Приход Во Имя Успения Пресвятой Богородицы в Деревне Рыжково Калужской Области Московской Архиепископии Православной Кафолической Церкви - 2003 г.
2. Местная Религиозная организация Приход Во Имя Страстотерпца Царя Николая Калужской Епархии Митрополии Православной Кафолической Церкви в Городе Обнинске - 2003 г.
3. Централизованная Религиозная организация Калужско-Обнинская Епархия Митрополии Православной Кафолической Церкви (в г. Обнинск) - 2003 г.
4. Местная Религиозная организация Приход Во Имя Апостола и Евангелиста Луки в Городе Брянске Митрополии Православной Кафолической Церкви - 2003 г.
5. Местная Религиозная организация Приход Во Имя Покрова Пресвятой Богородицы в Граде Зеленограде Московской Архиепископии Митрополии Православной Кафолической Церкви (текущий юридический адрес: г. Москва, район Новогиреево, Мартеновская ул, д. 29, кв. 43 - домашний адрес священника РПКЦ Курахтина Алексея Дмитриевича) - 2002 г.
6. Местная Религиозная организация Приход Во Имя Двенадцати Апостолов Московской Архиепископии Митрополии Православной Кафолической Церкви - 2002 г.
7. Местная Религиозная организация Православный Приход Во Имя Софии Премудрости Божией Московской Архиепископии Митрополии Православной Кафолической Церкви - 2002 г.
8. Приход Во Имя Апостола и Евангелиста Луки в Городе Брянске Митрополии Православной Кафолической Церкви - 2003 г.

Не позднее 2016 года к РПКЦ присоединился имеющий квартиру в Волгограде митрополит Венедикт (Молчанов), отошедший ранее от ИПЦ (Рафаила).
В 2016-2017 году происходил диалог предстоятеля РПКЦ Михаила (Анашкина) с Православной российской церковью (Кириака) (ПРЦ) в лице Синода епископов последней, что завершилось подписанием томоса об объединении 18 июля 2017 года . С того времени, предстоятель ПРЦ Алексий (Кириархис) регулярно служит в кафедральном храме Архангела Михаила при Синоде РПКЦ. Личный секретарь Алексия (Кириархиса) - архимандрит Иосафат (Вишневецкий) уже  2018 году упоминается секретарём синодальной комиссии по делам епископата и клира при объединённом синоде ПРЦ и РПКЦ..
7 января 2017 года Священный Синод РПКЦ возвёл архиепископа Никона (Ламекина), почётного настоятеля прихода во имя Софии, Премудрости Божией (г. Москва), в сан митрополита. По решению Священного Синода ему присвоен титул митрополита Коломенского и Нагорного (по селу Коломенское в городе Москве и району многолетнего его служения). В указе о возведении в сан митрополита также отмечено, что Никон (Ламекин) отныне является членом Священного Синода, а также членом Священной Коллегии Архонтов..
21 февраля 2017 года Священный Синод Российской Православной Кафолической Церкви на очередном заседании рассмотрел богословские, канонические и практические аспекты вопроса о служении женщин в Святой Церкви в чине диаконисс. В итоговом решении Священного Синода было отмечено, что практическое восстановление древнего служения диаконисс в наши дни предпринято в Поместной Александрийской Православной Церкви, где патриарх 17 февраля 2017 года при чтении соответствующих молитв посвящения и при возложении рук возвёл в диакониссы трёх монахинь и двух женщин-катехизаторов. Священный Синод преподал наставления и рекомендации епископату Православной Кафолической Церкви, которому благословляется по просьбам о том клира и народа совершать по древним византийским образцам чин поставления на служение в Церкви диаконисс..
Далее, в условиях реформирования РПКЦ, а также после возвращения в Москву из тюремного заключения одного из архиереев данной юрисдикции архиепископа Мануила (в миру Михаила Платова-Потёмкина) 12 июля 2017 года под руководством Михаила (Анашкина) зарегистрировано новое юридическое лицо: Централизованная религиозная организация «Организация Митрополия Православной Кафолической Церкви» (ОГРН 1177700011170 и ИНН 9710031899). Главой сначала являлся сам Анашкин, и офис находился по адресу его жилья:  г. Москва, ул. Тверская, д. 9, кв. 25. Далее, 14 апреля 2023 года вместо Анашкина руководителями митрополии зарегистрировались трое лиц: Молчанов Алексей Сергеевич, Орлов Олег Леонидович, и Платов-Потёмкин Михаил Григорьевич (последний - как исполняющий обязанности митрополита). Офис организации тогда же зарегистрировали по месту жилища Платова-Потемкина: г. Москва, МО Пресненский, проезд Мукомольный, д. 1, к. 1, кв. 69.
Однако уже 6 октября 2023 года Анашкин снова стал юридическим главой митрополии, перерегистрировав устав по новому адресу: г. Москва, поселение Внуковское, ул. Бориса Пастернака, д. 33, к. 1, кв. 70..
Мануил (Платову-Потëмкину) в сентябре 2017 года стал настоятелем в общине «Православный Приход Во Имя Софии Премудрости Божией Московской Архиепископии Митрополии Православной Кафолической Церкви», а в 2019 году им зарегистрирована «Автономная НО Научный Центр Исследований Православной Церкви», а в 2023 году он также возглавил общину «Приход Во Имя Двенадцати Апостолов Московской Архиепископии Митрополии Православной Кафолической Церкви».
По сообщению сайта РПКЦ, епископ Мануил в 2000-х годах по сфальсифицированному обвинению был привлечён к уголовной ответственности. Находясь в заключении, был духовным руководителем общины заключённых и действующим священником храма в исправительной колонии. После освобождения из заключения — преподаватель истории в учебных заведениях дальнего зарубежья. В частности, преподавал (с 2020 года по причине пандемии - онлайн) в упомянутом на сайте РПКЦ  церковном ВУЗе - Духовной Академии имени святого апостола Андрея Первозванного», относящейся к Автономной Митрополии Православной Кафолической Церкви в Латинской Америке, и располагающейся в г. Халапа (штат Веракрус, Мексика); она имеет статус высшего учебного заведения в рамках Академии Наук Республики Сан-Марино..
Также, с 2017 года епископ Мануил - действующий клирик Московской епархии Православной Кафолической Церкви (Истинно-Православной Катакомбной Церкви). Носит с 2021 года титул Митрополита Кафского, управляет делами Калужской епархии Всероссийской Митрополии. Несёт общецерковное послушание руководителя Юридической службы Митрополии и секретаря Священного Архиерейского Синода РПКЦ..
Как настоятелем Софийского прихода, Мануилом производятся следующие назначения: 25 апреля 2021 года переехавший в Москву иеродиакон Готской архиепископии ИПЦ Косьма (Анатолий Гладилин, уроженец Киева, 1987 года рождения) был рукоположен в сан пресвитера (иерея) в Михаило-Архангельском храме при резиденции Священного Синода в Москве.
В тот же период, 21 апреля 2021 года рукоположен в сан диакона украинский уроженец Александр Илюхин, 2000 года рождения, ставший в 2022 году священником РПКЦ, а также казначеем и секретарем Софийского прихода..
Кроме того, 17 ноября 2017 года прекращена старая, действовавшая с 2000 года организация - "Централизованная Религиозная организация Московская Архиепископия Православной Кафолической Церкви", вместо которой зарегистрирована новая юридическая организация под другим названием (с добавлением слова "Митрополии") - "Централизованная Религиозная организация Московская Архиепископия Митрополии Православной Кафолической Церкви". Руководителем оставался протоиерей Алексей Курахтин, но уже 3 мая 2023 года вместо Курахтина руководителем зарегистрирован Платов-Потёмкин Михаил Григорьевич . 22 июня 2017 года юридический адрес изменен с г. Москва, пр-кт Ленинский, д. 99, кв. 1 на г. Москва, ул. Тверская, д. 9, кв. 25..
10 января 2018 года зарегистрирована "Религиозная организация Женский Скит Во Имя Новомученика и Страстотерпца Царевича Алексия Митрополии Православной Кафолической Церкви в Городе Курске", руководительницей стала схиигумения Алексия (Носова Светлана Федоровна), адресом регистрации стала частная квартира.
Кроме того, 21 марта 2022 года вместо ранее существовавшего Курского Киприано-Иустининского прихода (действовавшего по адресу: г. Курск, Пл Привокзальная, д. 2, кв. 58), по тем же юридическим реквизитам зарегистрирована новая церковная структура в другом месте - "Местная Религиозная Организация Свято-Андрониковский Мужской Монастырь Православной Кафолической Церкви", которую основали по адресу:  Курская область, Золотухинский район, деревня Дубовец, домовладение 10.
Руководителем, после ухода на покой схиархиерея Ермогена (Алексея Молчанова), сначала зарегистрировался схимитрополит РПКЦ Иосиф, в миру Орлов Олег Леонидович (с 2022 г.). Последний ранее носил фамилию Бордунос, и возглавлял в 2011-2019 гг. в Москве общественную организацию - "Благотворительный фонд Душепопечительский православный центр "Трезвение" имени Священномученика Андроника Пермского".. Орлов Олег Леонидович являлся настоятелем с 2022 года до 11 января 2024 года, а далее настоятелем зарегистрировался иеромонах Никон, в миру Ботяев Илья Владимирович (с 11 января 2024 года).
К 2018 году к РПКЦ принадлежал епископ Алексий (Рогов), проживавший ранее на острове Валаам, переехавший в Подмосковье, и скончавшийся в 2019 году. Епископ Алексий, в миру Рогов Александр Григорьевич, 1959 года рождения, 12 сентября 2000 года зарегистрировал приход под названием "Санкт-петербургская апостольская община Русской православной катакомбной церкви во имя святого преподобного Нила Сорского", по адресу: г Санкт-Петербург, Приморский р-н, ул. Долгоозёрная, д. 5, к. 1, оф. 536. Позже переехал на постоянное жительство в г. Красногорск Московской области, где числился, как сотрудник ОАО Издательский дом "Литературная газета".
Архиепископа Алексия хоронили и отпевали его собратья по служению в Истинно-Православной Церкви Митрополит Агапит (Зимаев), Митрополит Филипп (Кузнецов), Архиепископ Феогност (Белов) и Епископ Мануил (Платов)..
Одним из митрополитов данной юрисдикции (объединения ПРЦ и РПКЦ) в 2018-2019 гг. являлся Феодор (Коробейников Анатолий Владимирович), бывший руководитель общины "Богородичного центра" в г. Архангельск, переехавший в 1996 г. в Москву. В 1996 году он стал настоятелем Свято-Духовской единоверческой общины ИПЦ в Москве, в юрисдикции Православной Кафолической Церкви. В апреле 1996 года Епископ Феодор был возведён в сан Архиепископа. С 2003 по 2008 год он находился в юрисдикции ИПЦ (под омофором Митрополита Рафаила). С 2009 года Архиепископ Феодор вновь в юрисдикции Православной Кафолической Церкви, стал настоятелем Богоявленского прихода в Москве, в юрисдикции благочинного приходов и общин г. Москвы митрофорного протоиерея Алексея Курахтина. С 2010 года – митрополит, однако до самой своей смерти в конце 2019 года являлся титулярным, фактически - заштатным..
16 октября 2021 года скончался находившийся за штатом митрополит РПКЦ Алексий (Лобазов). Последний родился в Москве 16 августа 1961 года. Окончил Московский государственный институт культуры. После окончания института работал в Государственном историческом музее (1981), в научной библиотеке Ветеринарной академии им. Скрябина (1981-1983), в технической библиотеке института МосгипроНИИсельмаш (1983-1988). Монашество с именем Алексий принял тайно в 1982 году в Литовской ССР. Продолжал работать на светской работе, одновременно неся послушание в храмах Антиохийского подворья в Москве. В 1990-х годах учился, работал, жил и служил в странах Западной Европы. Бакалавр искусствоведения, исследователь средневековых реликвий Католической Церкви. В конце 1990 года был рукоположен в сан иеромонаха для служения в Истинно-Православной Церкви в России. 31 марта 1991 года в Праге был хиротонисан в сан епископа иерархами Истинно-Православной Церкви. До 1995 года носил титул викарного епископа Муромского. С 1993 года был первым настоятелем Прихода во имя Софии, Премудрости Божией Православной Кафолического Церкви, одного из первых приходов Истинно-Православной Церкви получивших в России государственную регистрацию. С 1995 года носил титул архиепископа Владимирского и Суздальского и был настоятелем храма в честь Владимирской иконы Божией Матери, что на Пресне в Москве. В 2001 году по состоянию здоровья отошёл от активной богослужебной деятельности, оставаясь постоянным членом Священного Синода и членом Совета Архонтов Православной Кафолической Церкви (Истинно-Православной Катакомбной Церкви). Занимался искусствоведческой и научно-исследовательской работой, был признанным экспертом мирового уровня в области церковного антиквариата.
В ведении юрисдикции существует Преображенский мужской скит в посёлке Белоомут Московской области, настоятелем которого является клирик Российской православной кафолической церкви - иеросхимонах Варсонофий (Андреев)..
Также в юрисдикции РПКЦ в Москве существует приход Апостола Петра западного обряда, под руководством Генерального викария общин и приходов западного обряда иеромонаха Матфея (Ольховского), рукоположенного 3 февраля 2018 года, и община биритуалистов -  в храме в честь Апостолов Петра и Павла при Центре духовно-православного целительства (г. Москва).

## Современное состояние
В 2017-2023 годах большинство общин в Москве перерегистрировалось под руководством нового предстоятеля, "митрополита-архиепископа" Мануила Платова.
Под его фактическим руководством РПКЦ сблизилась с другими крупнейшими юрисдикциями "альтернативного православия" России: с ИПЦ (Рафаила) под руководством схимитрополита Серафима, ранее - Рафаила (Мотовилова-Прокопьева), и с так называемой "Истинно-Православной Болгарской Церковью" (ИПБЦ) под руководством митрополита Месемврийского Сергия (Моисеенко), гражданина РФ. В юрисдикции ИПБЦ именно выходец из клира РПКЦ - архимандрит Филарет (Никита Романов), с 2022 года епископ Филиппопольский, начал строить в 2018 году Кирилло-Мефодиевскую пустынь в Чеховском районе Московской области, ставшую местом архиерейского служения Сергия (Моисеенко), также там проживает другой клирик РПКЦ иеромонах Филарет (Батумский), 2002 года рождения.
В рамках такого сближения, схимитрополит Серафим (Мотовилов) и митрополит Сергий (Моисеенко) утвердили 11 июля 2022 года митрополита-архиепископа Кафского РПКЦ Мануила (Платова) в должности начальника канцелярии так называемого "Всемирного Святейшего синаксиса истинно-православных церквей".
Далее, 18 декабря 2022 года представители РПКЦ и ИПЦ (Рафаила) провели в синодальной резиденции последней научно-практическую конференцию «Истинное Православие. Выбор Пути». В ней приняли участие, со стороны РПКЦ, архидиакон Варфоломей с докладом: «Спонтанный подъем патриотизма, как естественный ответ на действия врага»; митрополит Каширский Александр (Глущенко) с докладом: «Россия-Священная страна народов»; митрополит Мануил (Платов) с докладом: «Истинно-Православная Церковь: некоторые уроки истории».
Однако последний в сентябре 2023 года отошёл от церковно-административной деятельности, и прекратил активность в соцсетях. В итоге, ушедший ранее на покой митрополит Михаил (Анашкин) вернул себе должность предстоятеля церкви в октябре 2023 года.
С 2023 года руководство ЦРО "Митрополия Православной Кафолической Церкви" (с местом регистрации по адресу:  г. Москва, Муниципальный Округ Орехово-Борисово Северное, проезд Борисовский, д. 42 корп. 1, кв. 101) осуществляют двое лиц:
местоблюститель — архиепископ Феогност, в миру Белов Сергей Викторович (ИНН: 772483589607) с 12 декабря 2023 г.;
митрополит-предстоятель Михаил, в миру Анашкин Михаил Эдуардович (ИНН: 770902890789) с 6 октября 2023 г.
В настоящее время на регистрации состоит более 20 общин РПКЦ по всей России.
Среди них:
1. Централизованная Религиозная организация Московская Архиепископия Митрополии Православной Кафолической Церкви — 2017 г.
2. Централизованная религиозная организация "Организация Митрополия Православной Кафолической Церкви — 2017 г.
3. Местная религиозная организация — Православный приход Новомучеников Российских Калужско-Обнинской Епархии Православной Кафолической Церкви (г. Калуга, 2003 г.).  Председателем приходского совета организации является мирянин, предприниматель Куликов Владислав Валентинович. Начиная с 2023 года, общину окормляют иеромонах Иосиф (Ильягуев Давид Русланович, 2001 года рождения, уроженец г. Касимов Рязанской области). Относится к РПКЦ, стремился перейти в ИПЦ-Рафаила, однако схимитрополит Серафим (Рафаил) отказал ему, а потом опубликовал компрометирующую его статью на собственном сайте[19].
4. Местная Религиозная организация Приход Во Имя Святого Великомученика Георгия Победоносца Калужской Епархии Митрополии Православной Кафолической Церкви в Городе Обнинске - 2002 г.
5. Местная Религиозная организация Подворье Митрополии Православной Кафолической Церкви в Честь Иконы Божией Матери Достойно Есть в Посёлке Шатки (Нижегородской области) - 2019 г. Руководителем зарегистрировался епископ Нижегородский РПКЦ Филипп (в миру Кузнецов Сергей Николаевич).
6. Местная Религиозная организация Приход в Честь Преображения Господня Московской Архиепископии Митрополии Православной Кафолической Церкви (г. Москва) - зарегистрирована в 2018 г., главой стал народный целитель Бухаров Игорь Юрьевич, известный с 2016 года в юрисдикции ПРЦ, как "епископ Преображенский и Орехово-Зуевский", а далее в юрисдикции РПКЦ в 2017 г. переименован, как "епископ Преображенский и Мытищинский".
7. Местная Религиозная организация Община в Честь Иконы Божией Матери Умягчение Злых Сердец Митрополии Православной Кафолической Церкви (Нижегородская обл., г. Арзамас, рабочий поселок Выездное) - 2019 г. Руководителем утвержден архиерей незарегистрированного сообщества Патриархия Российской истинно-православной катакомбной церкви (ПРИПКЦ), перешедший в РПКЦ - митрополит-архиепископ Дамиан (в миру Парфенов Дмитрий Анатольевич).
8. Местная Религиозная организация Приход в Честь Иконы Божией Матери Скоропослушница Митрополии Православной Кафолической Церкви в Городе Екатеринбурге - 2017 г.
9. Местная религиозная организация - православный приход Во имя Апостола Андрея Первозванного в городе Новосибирске Московской Архиепископии Православной Кафолической Церкви - 2006 г.
10. Местная Религиозная организация Свято-Покровский Скит Пресвятой Богородицы Митрополии Православной Кафолической Церкви в Селе Сара Кувандыкского Района Оренбургской Области - 2022 г. Общину скита зарегистрировал 19 мая 2022 года епископ Александр (Еграшин), упоминавшийся в юрисдикции РПКЦ с 2017 года. Однако уже 26 сентября 2023 года руководителем скита зарегистрировался епископ Екатеринбургский РПКЦ Николай (Фокин Эдуард Александрович), поскольку Еграшин перешел в Апостольскую православную церковь.
11. Православный Приход Во имя Рождества Пресвятой Богородицы МА ПКЦ - г Москва, б-р Литовский, 10 / корп 1, кв 142 (община Сергия Саркисова) - 2000 г. Учредителями, кроме епископа Сергия (Саркисова Эдуарда Федоровича), стали также Бирюков Анатолий Петрович и Горшков Михаил Иванович.
12. Местная Религиозная организация Приход в Честь Преображения Господня Митрополии Православной Кафолической Церкви в Посёлке Белоомут Московской Области - основана 23 мая 2018 года, ликвидирована решением суда 3 июля 2019 года. Лидерами общины являлись Галина Филатова (староста) и Алексей Филатов.
13. Православный Приход Во имя Филиппа Митрополита Московского МА ПКЦ - г Москва, ул Покровка, 20/1, кв 36 (община Алексия Лобазова) - 2000 г. В связи с болезнью Лобазова, в 2002 году перерегистрирован под руководством Михаила (Анашкина), учредителями стали Банасяк Роман Юрьевич, Болотина Светлана Никандровна, Бунина Алла Александровна, Курахтин Алексей Дмитриевич, Мельников Сергей Александрович, Мельникова Валентина Владимировна, Рябин Юрий Валерьевич, Чекмарев Павел Сергеевич, Чекмарева Галина Леонидовна.
14. Местная религиозная организация - Православный приход Во имя Иконы Божией Матери "Умиление" в городе Туле Московской Архиепископии Православной Кафолической Церкви - 2011 г.
15. Религиозная организация Женский Скит Во Имя Новомученика и Страстотерпца Царевича Алексия Митрополии Православной Кафолической Церкви в Городе Курске - 2018 г.
16. Местная Религиозная Организация Свято-Андрониковский Мужской Монастырь Православной Кафолической Церкви (истинно-православной традиции) - село Дубовец Курской области, существует в современном виде с 21 марта 2022 года.
17. Местная Религиозная Организация Приход в честь св. Киприана и мц. Иустинии Митрополии Православной Кафолической Церкви в городе Курске, с 2019 года. Настоятелями служили епископ Иосиф, в миру Ануфриев Вадим Сергеевич (настоятель прихода в 2019-2021 годах), и схиархиерей Ермоген, в миру Молчанов Алексей Сергеевич (настоятель в 2021-2022 годах).[20].

К указанному числу следует прибавить 8 общин, регистрацию которых осуществил протоиерей Алексий Курахтин (указаны в предыдущем разделе). Итого, в России существуют 24 официально зарегистрированные религиозные организации в юрисдикции митрополита Всероссийского Михаила (Анашкина).
Ряд общин России действует без регистрации. Так, без регистрации служат клирики Тульской епархии Православной Кафолической Церкви — настоятель Кафолического прихода в честь Алексия, Человека Божия (г. Тула) священник Алексей Прокофьев, и настоятель общины в честь Христа Царя (г. Богородицк) священник Константин Шевченко
До 15 декабря 2021 года митрополит Апостольской православной церкви Виталий Кужеватов, а также двое его бенефециаров из организации Московский муздрамтеатр "Разные люди": Иванова Наталья Александровна и Иванов Павел Александрович числились по документам, как учредитель двух московских приходов, относящихся к юрисдикции Российской православной кафолической церкви..

## Критика
В 2002 году с критикой церковной юрисдикции Михаила (Анашкина) выступил Макаркин Алексей Владимирович — первый вице-президент фонда «Центр политических технологий» в статье «Альтернативное православие в России: история и современное состояние» (Журнал «Полития». 2002. No 1 (24). С. 118—129). По мнению Макаркина, идеология РПКЦ привлекла и греко-католиков, и членов московской общины лефевристов, хотя сторонники РПКЦ - это ни католики, ни лефевристы, а нечто другое. Также Макаркин усомнился в происхождении иерархии РПКЦ от катакомбной ветви ИПХ "даниловцев".
Данную версию происхождения иерархии РПКЦ подверг критике также белорусский религиовед Слесарев Александр Валерьевич, склонявшийся к мнению, что иерарха РПКЦ Алексия (Лобазова) хиротонисал Викентий (Чекалин)..
Религиовед Л. Воронцова констатирует:
"Анашкин декларирует, что созданная им церковь объединяет две традиции — православную и католическую. В Москве, в домашней церкви во имя иконы Владимирской Богоматери, где находится резиденция синода, литургия и месса совершаются на русском и церковно-славянском языках. Чинопоследования реформированы в сторону упрощения, присутствуют элементы литургической практики римско-католической церкви. Духовенство не носит бород и длинных волос, ведет светский образ жизни". (Воронцова Л. РПКЦ // Современная религиозная жизнь России. Опыт систематического описания. Т. I / Отв. ред. М. Бурдо, С. Филатов - М.: Логос, 2004. - С. 134-136).
Публицист РПЦ, журналист и писатель Бычков, Сергей Сергеевич в своей статье "Потемкинский приход. Голубым везде у нас дорога" в газете "Московский комсомолец" (от 19 октября 2000 года) обвинял одного из основателей РПКЦ Михаила Потемкина-Платова (в монашестве Мануил) в педофилии, а также в связях с криминалитетом, указав, что в 2000 году тот подвергся аресту за совращение малолетних, поскольку приводил бездомную молодежь к себе домой с вокзалов. Однако документального подтверждения фактов педофилии в статье автор не предоставил..
Тем не менее, сам Мануил указывал, что его первое длительное заключение в 1989-1993 годах имело политические причины..
В последнее время с разоблачениями Потемкина-Платова, как вероятного агента и провокатора КГБ, выступил журналист и писатель Григорьянц, Сергей Иванович.
Как пишет С. Григорьянц: "Потемкин - тот, кто вручил будто бы секретные материалы американскому журналисту Николасу Данилофф в Москве с тем, чтобы его можно было арестовать и обменять на советского шпиона. К этому времени Потемкин пошел «по духовной линии» и вскоре начал в печати в «Московском комсомольце»  и заявлениях в прокуратуру разоблачать Моссад, организовавший, по его «достоверным сведениям», убийство отца Александра Меня, то есть отводил подозрения от КГБ. Потом он станет секретарем литовского митрополита Хризостома – единственного публично признавшегося в сотрудничестве с КГБ, а пока что он организовал полухристианскую молодежную организацию «Братство диалога».
Говоря об основании в 1988 г. оппозиционного самиздатского журнала "Гласность" в Москве, Григорьянц указал:
"Одновременно, но якобы совершенно случайно в редакции "Гласности" оказался и другой провокатор КГБ – Михаил Потемкин" (Подробнее: Григорьянц С.И. `Гласность` и свобода. СПб. Издательство Ивана Лимбаха, 2020).
В 2023 году заведены уголовные дела в отношении двух клириков РПКЦ.
Начало скандалам было положено в марте 2023 года, когда в блогосфере появились первые разоблачительные публикации в отношении митрополита РПКЦ Мануила (Платова) и близкого к нему митрополита ИПЦ Сергия (Моисеенко). В итоге, на экстренном заседании Священного Синода ИПЦ (Рафаила) от 6 марта 2023 года приняты два важных решения:
- приостановить действие Томоса (Акта о евхаристическом общении) между Централизованной религиозной организацией Истинно-Православная Церковь и РПКЦ. 
- приостановить действие Томоса (Акта о евхаристическом общении) между Централизованной религиозной организацией Истинно-Православная Церковь и Истинно-Православной Болгарской Церковью, возглавляемой Блаженнейшим Митрополитом Месемврийском и всея Болгарии Сергием (Моисеенко). Последнюю структуру считали очень тесно аффилированной с РПКЦ.
Тогда же митрополита РПКЦ Мануила (Платова) решено освободить от всех должностей в Всемирном Святейшем Синаксисе Истинно-Православных Церквей.

Позже архиепископ Донецко-Луганский ИПЦ (Рафаила) Алексий (Артем Сторожко) обосновывал принятые в марте 2023 года решения следующим обстоятельством:
"ИПЦ в 2021 году подписала акт о евхаристическом общении с РПКЦ (Российская Православная Кафолическая Церковь) во главе с Митрополитом Михаилом (Анашкиным). За полтора года общения с данной юрисдикцией мы заметили, а потом и убедились в том, что вокруг РПКЦ множатся слухи и информационные скандалы, связанные с ЛГБТ-ориентированностью некоторых лиц, состоящих в данной церковной структуре. Наши опасения не были напрасны и сегодня мы обязаны дать здравую оценку и комментарий последним событиям, которые происходят в эти дни вокруг «Кафолической Церкви». Тому что произошло на днях, нам не приходится удивляться, более того именно из-за этих аморальных поступков и их последствий происходит дискредитация альтернативного православия в России. Мы заявляем, что на сегодняшний день мы не хотим больше иметь никакого общения с РПКЦ. Тем более, что после самоустранения от руководства этой церковью митрополита Михаила (Анашкина), процесс стал полностью неконтролируемым. С большой болью, приходится понимать, что страдает не больше не меньше, а подрастающее поколение. В марте этого года, было созвано экстренное заседание Священного Синода ЦРО ИПЦ, которое состоялось 6 марта в г. Москва, в Синодальном Управлении, на котором было принято решение о приостановлении евхаристического и молитвенного общения с данной структурой. Действительно, в среде РПКЦ, как недавно выяснилось, были и ранее случаи педофилии, примером чего, к сожалению, является небезызвестный Митрополит Мануил, который провёл 15 лет заключения в местах отдаленных, по статьям УК РФ «о растлении несовершеннолетних».
3 мая 2023 года задержан священник Софийского прихода РПКЦ в районе Внуково Троицко-Новомосковского округа в Москве, 22-летний Александр Илюхин, по статье о развратных действиях.. Далее, постановлением Щербинского районного суда от 5 мая 2023 года Илюхин А. С. получил меру пресечения в виде заключения под стражу. (Ст. 135, Ч. 1; Ст. 135, Ч. 4; Ст. 133, Ч. 2; Ст. 240.1 - стали основаниями для его задержания) 
Последний на момент ареста служил, как помощник настоятеля (казначей) Софийского прихода, и как секретарь у митрополита-архиепископа Мануила (Платова).. Также Илюхин имел близость к митрополиту Месемврийскому ИПЦ Сергию (Моисеенко Святослав Феоктистович, 1958 года рождения, в 1998 году стал епископом Санкт-Петербургским в юрисдикции Российской ИПЦ, ранее носил другую фамилию), о чем сообщает, с приведением фотодоказательств, ушедший за штат иеромонах РПЦЗ Валентин (Соломаха) из Санкт-Петербурга, автор блога «Kalakazo».. Параллельно, до принятия в 2022 году священства Александр Илюхин являлся иподиаконом при монастыре "Кирилло-Мефодиевская пустынь" (являет собой духовный центр юрисдикции митрополита Сергия (Моисеенко), расположен в одном из частных домохозяйств на территории основанного в 2010 году товарищества собственников недвижимости "Южный причал" на окраине деревни Поповка (Чеховский район) Московской области). Закладка последнего монастыря состоялась под руководством архиереев близкой к РПКЦ "Истинно-православной Болгарской церкви" - митрополита Сергия (Моисеенко) и архиепископа Андрея (Лысенко) 26 августа 2018 года.
Далее, открытие первого из храмов Кирилло-Мефодиевской обители под руководством Сергия (Моисеенко) торжественно состоялось 12 июля 2022 года при участии почётного делегата от РПКЦ - митрополита Кафского Мануила (Платова).. В этой церемонии вместе с Сергием и Мануилом участвовал также и диакон РПКЦ Илюхин Александр Сергеевич, приглашенный туда в качестве почетного гостя лично митрополитом Сергием (Моисеенко).
Следующим после Илюхина, в сентябре 2023 года задержанию подвергся и сам фактический руководитель РПКЦ, митрополит-архиепископ Мануил. Как гласит постановление Черёмушкинского районного суда Москвы от 28 сентября 2023 года, меру пресечения в виде заключения под стражу получил Платов-Потёмкин М. Г. (задержанный по ст. 132, Ч. 3, п. а). По мнению журналиста Станислава Юрьева, арест Платова-Потёмкина мог быть связан с делом его секретаря и казначея Александра Илюхина. Однако их судят по разным статьям.
Последние дела имели широкий резонанс, и по мнению журналиста Станислава Юрьева, бросили тень на РПКЦ в целом.
Далее, 3 октября 2023 года вступило в силу решение суда, по которому, в рамках продолжения расследования деятельности руководителей "Митрополии Кафолической Церкви", третьим взят под стражу клирик другой конфессии - задержанный ранее по ст. 135, ч. 4 УК РФ иеродиакон дружественной к РПКЦ Месемврийской митрополии, житель г. Чехов Московской области Ириней (Бункин Илья Сергеевич, 2002 года рождения, воспитанник школы-интерната при Николо-Шартомском мужском монастыре, с 2020 года упоминался как звонарь Успенского собора в г. Иваново, с 2022 года являлся целибатным диаконом для храма Филермской иконы Божией Матери, митрополичьего подворья предстоятеля Истино-Православной Болгарской Церкви Сергия (Моисеенко), далее принял монашеский постриг и сан иеродиакона в апреле 2023 года, с зачислением в число братии "Кирилло-Мефодиевской пустыни Истинно Православной Болгарской Церкви" под руководством Сергия Моисеенко, как его помощник).
В декабре 2023 года арест иеродиакона Ильи (Бункина) продлили, а его дело решили объединить в одно производство с двумя другими делами: иерея РПКЦ Александра Илюхина, и митрополита РПКЦ Мануила (Платова-Потемкина).
6 февраля 2024 года вынесено постановление суда апелляционной инстанции по объединенному делу трех клириков РПКЦ (Бункин И. С. - ст. 135, ч. 4; Илюхин А.С. - ст. 135, ч. 4, и Платов-Потёмкин М. Г. - ст. 132, Ч. 3, п. а), по которому продлено их содержание под стражей

Следствие установило, что для последователей Митрополии РПКЦ Илюхин был неоспоримым духовным лидером, который мог подавлять волю адептов и получать их тотальное подчинение.
Неожиданно для многих, 17 января 2024 года предстоятель неканонической конфессии Православная российская церковь (Истинно-православная церковь) митрополит Серафим (Мотовилов), он же в прошлом Рафаил (Прокопьев), опубликовал на собственном официальном сайте статью "Дьявол кроется в деталях", с острой критикой в адрес клириков РПКЦ. В частности, митрополит отмечал:
"По-настоящему страшны сегодня те, кто, ничтоже сумняшеся, без всякого на то права, причисляют себя к альтернативному православию, прикрываясь именем Истинно-Православной Церкви.  На сегодняшний день негласным лидером и авторитетом подобных «отвернувшихся от Бога» можно с полной уверенностью считать гражданина РФ Алексея Сергеевича Молчанова, являвшегося в своё время миру под разными именами и в разных «санах». Сегодня Никон (Ботяев Илья Владимирович) - двадцатипятилетний самопровозглашенный «митрополит», руководящий одной из самых одиозных, отпавших от «Российской православной кафолической церкви» частей, усердно претворяющий в жизнь тягу к роскоши, привитую ему его «учителем и духовным наставником» Ермогеном Молчановым. Хочу заметить, однако, что подобное притягивает подобное, и в окружении Ботяева замечены молодые «священники» Никита Романов и Филарет Батумский, известные по педофильскому скандалу, связанному с сексуальными пристрастиями митрополита Мануила (Платова-Потемкина), находящегося ныне под следствием в СИЗО. Третий, о ком хотелось бы упомянуть, это «архиепископ» Иосиф (Ануфриев Вадим Сергеевич), с лёгкой руки всё того же Молчанова ставший «епископом» в семнадцать лет. Правда, в отличие от остальных представителей славной когорты молчановского «ново-альтернативного согласия», Ануфриева можно назвать, скорее, деятелем виртуальной церкви, расположившейся исключительно в социальных сетях интернета. Но, вполне возможно, видя всплески активности своих «собратьев», он скоро явится «городу и миру» в качестве ещё одного, якобы, «митрополита» или, чего там стесняться, юного альтернативного «патриарха»..
В блогосфере неоднократно подвергался критике и другой иерарх РПКЦ - Алексий (Кириархис), присоединившийся в 2017 г. к Всероссийской митрополии РПКЦ с частью духовенства ПРЦ. Последний в 2022 году переехал из России в Узбекистан, где уже 24 мая 2023 года заявил о присоединении к Апостольской православной церкви, в составе которой основал Согдийскую миссионерскую митрополию с центром в г. Самарканд..